# Cour administrative suprême de Pologne
Ne doit pas être confondu avec Cour suprême de Pologne.
La Cour administrative suprême de la République de Pologne (polonais : Naczelny Sąd Administracyjny, NSA) est le tribunal de dernier recours qui connait des affaires administratives, par exemple celles opposant des particuliers (ou des sociétés) et des organismes administratifs. Ce tribunal traite les appels interjetés contre les jugements des tribunaux administratifs inférieurs (de première instance) appelés tribunaux administratifs de voïvodie.

## Histoire
La Cour administrative suprême de Pologne trouve ses racines dans le Tribunal administratif suprême de la Deuxième République de Pologne, créée, avec l'ordre des juridiction administratives polonaises, par la Constitution du 21 mars 1921, dite Constitution de mars. Le tribunal fut installé le 23 octobre 1922, et son statut fut par la suite renforcé avec la Constitution d'avril 1935. Le Tribunal administratif suprême fonctionna jusqu'au déclenchement de la Seconde Guerre mondiale en septembre 1939, et ne put reprendre ses activités à la fin du conflit, malgré les tentatives de plusieurs de ses membres. Ce n'est qu'en 1980 que la République populaire de Pologne recréa une juridiction administrative suprême en s'inspirant du Tribunal de la deuxième république.

## Organisation et structure
La Cour administrative suprême est située à Varsovie. Elle est composée du président de la Cour administrative suprême, des vice-présidents et de juges.

### Chambres
La Cour administrative suprême est divisée en trois chambres : une Chambre commerciale, une Chambre financière et une Chambre administrative générale.
La Chambre commerciale est spécialisée sur les contentieux essentiellement en matière douanière et de réglementation des affaires. La Chambre financière se charge des affaires en matière d'obligations financières et autres paiements réglementés par le droit fiscal. La Chambre administrative générale statue sur le reste des contentieux relevant de la compétence des tribunaux administratifs régionaux.
Il est possible de distinguer trois organes particuliers au sein de la Cour : le Président de la Cour administrative suprême, l'Assemblée générale des juges et le Conseil des juges.

### Président et vice-président

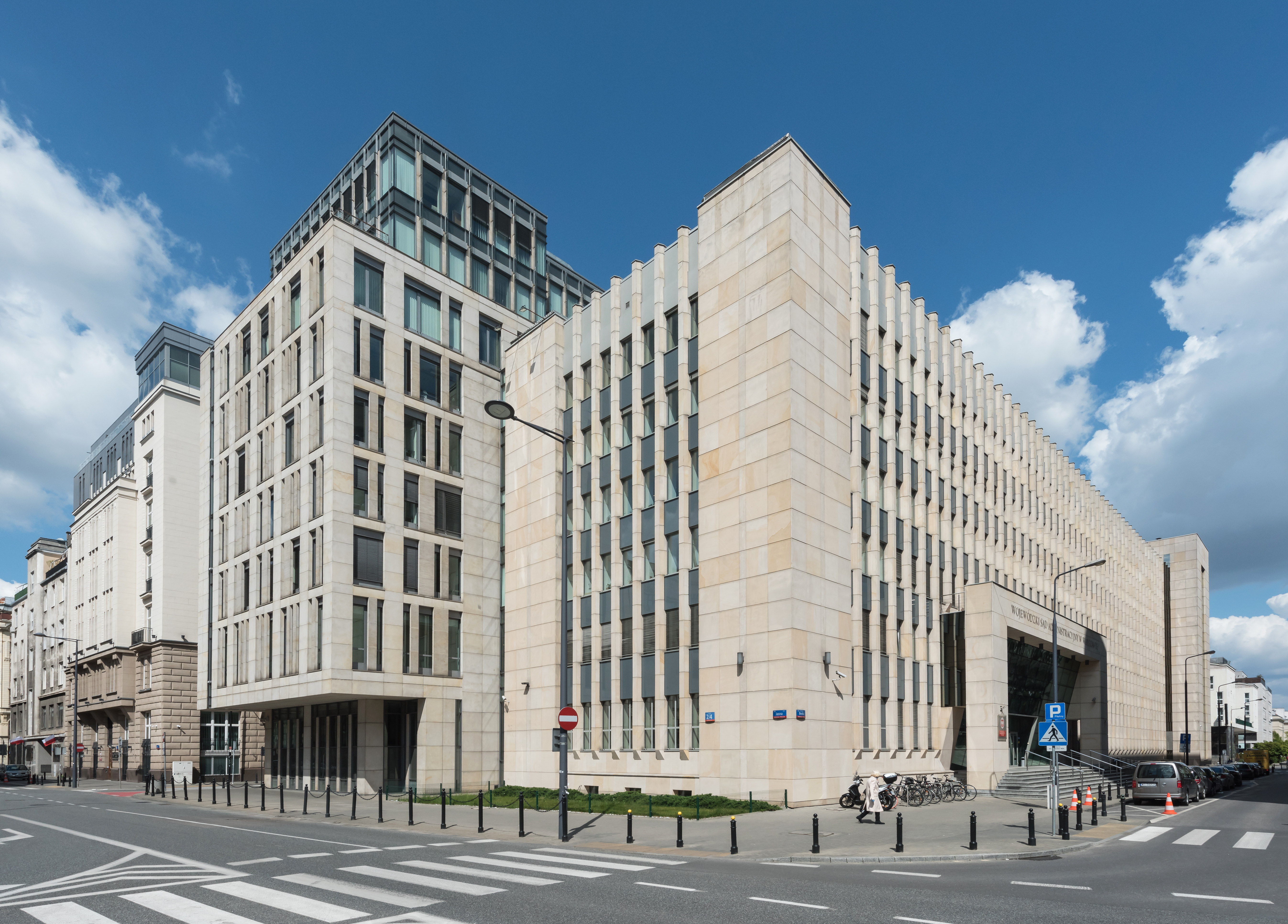
Cour administrative suprême de Pologne à Varsovie.

Le président de la Cour administrative suprême gère le fonctionnement de la Cour et la représente. Il a le droit d'examiner toutes les affaires plaidées devant la juridiction. Il peut non seulement exiger des explications mais aussi faire corriger des défauts de procédure et peut également être présent lors d'une séance à huis clos. Le président de la Cour administrative suprême est nommé pour 6 ans par le président polonais comme l'un des deux candidats désignés par l'Assemblée générale des juges. Ces deux candidats sont choisis parmi tous les juges de la Cour administrative suprême.
Les vice-présidents de la Cour administrative suprême sont chargés de certaines activités par le président. Sélectionné par le lui, ils dirigent les travaux au sein de chaque Chambre. Ils sont formellement nommés et révoqués par le Président de la Pologne.

### Assemblée générale des juges
L'ensemble des membres de la Cour administrative suprême se réunit en Assemblée générale des juges. Elle a exerce les tâches suivantes :
- viser le rapport annuel concernant l'activité de la Cour administrative suprême établi par le président ;
- présenter des candidats aux postes de juge au Conseil judiciaire polonais ;
- désignant deux candidats à la présidence de la Cour administrative suprême ;
- approuver les candidats aux postes de vice-président, ce qui est nécessaire à leur nomination par le Président de la Pologne ;
- reconnaître et donner un avis sur chaque cas présenté par le Président ou par chaque juge.

Une majorité absolue en présence d'au moins la moitié des membres est nécessaire pour adopter toute décision au sein de l'Assemblée générale.

### Conseil des juges
Le Conseil des juges fixe la répartition des activités au sein de la Cour administrative suprême et répartit les affaires à venir entre les juges. Il donne un avis sur les candidats aux postes de juge à l'Assemblée générale. Le mandat de cet organe dure trois ans. Le président du Conseil est le président de la Cour administrative suprême. Là encore, une majorité absolue en présence d’au moins la moitié des membres est nécessaire pour adopter une décision.

## Présidents de la Cour
- 1980-1981 – Sylwester Zawadzki (pl)
- 1982-1992 – Adam Zieliński
- 1992-2004 – Roman Hauser
- 2004-2010 – Janusz Trzciński
- 2010-2015 – Roman Hause
- 2015-2022 – Marek Zirk-Sadowski
- Depuis 2022 – Jacek Chlebny